# Johann Sutel
Johann Sutel (* um 1504 in Morschen; † 26. August 1575 in Northeim) war ein evangelischer Theologe und Reformator.

## Leben
1518 begann er in Erfurt zu studieren und wurde nach Abschluss dieser Studien Rektor der Lateinschule in Melsungen. Aus dieser Stellung, ein kirchliches Amt hatte er vorher nicht, wurde er nach Göttingen berufen, wo Heinrich Winkel die reformatorische Bewegung in Gang gebracht hatte. Sutel war an St. Nikolai der erste ständige evangelische Pfarrer der Stadt und wurde in Göttingen auch zum Superintendenten berufen.
Fünf Schriften liegen von ihm vor: darunter die Artikel wider das päpstliche Volk in Göttingen, Das Evangelium von der grausamen, erschrecklichen Zerstörung Jerusalems, zu dem Martin Luther eine Vorrede schrieb, und weitere kirchenrechtliche Schriften. Auf Betreiben des Landgrafen Philipp ging er 1542 nach Schweinfurt, um dort die Reformation zu sichern. Seine Wirksamkeit hatte dort besonders großen Erfolg. Er verfasste 1543 die Kirchenordnung eines ehrbaren Raths der hl. Reichsstadt Schweinfurt in Franken und veröffentlichte auch Predigten über Johannes 11.
Nach der Katastrophe des Schmalkaldischen Krieges musste er aus Schweinfurt fliehen, während seine Frau mit der großen Kinderschar zurückblieb und nach einer weiteren Niederkunft starb. Nach kurzem Aufenthalt in Allendorf konnte er wieder nach Göttingen gehen, wo er bis 1555 seines Amtes an St. Albani waltete. Während der Superintendent Joachim Mörlin um des Augsburger Interims willen entlassen wurde und Anton Corvinus im Kerker schmachtete, bemühte er sich, die Gemeinde durch die schweren Zeiten zu führen. Aber um der Widerwärtigkeiten willen, die er zu bestehen hatte, nahm er 1555 einen Ruf nach Northeim an, wo er bis zu seinem Tode wirkte. 
Der hannöversche Bildhauer Jeremias Sutel ist vermutlich sein Enkel.